# William Eteki Mboumoua
William Eteki Mboumoua (20 de octubre de 1933, Duala - 26 de octubre de 2016, Yaundé) fue un político, diplomático y exministro camerunés

## Biografía
Nacido en el barrio Bonadibong de Douala en 1933, Etéki Mboumoua estudió en Francia en los años cincuenta. Fue prefecto de Nkam y Sanaga-Maritime de 1958 a 1961 (período alborotado para estas regiones), fue nombrado ministro de Educación Nacional el 20 de octubre de 1961. Permaneció en este cargo hasta 1968. Ocupó los ministerios adicionales de juventud, deportes y cultura durante este período. También fue miembro del Consejo Ejecutivo de la UNESCO de 1962 a 1968, convirtiéndose en su vicepresidente en 1967, y presidente de la Conferencia General de la UNESCO de 1968 a 1970.
Etéki Mboumoua fue asesor especial del presidente Ahmadou Ahidjo de 1971 a 1973. Tras la dimisión en 1974 de Nzo Ekangaki, como secretario general de la OUA, Ahidjo propuso que Etéki Mboumoua se postulara para el puesto. En una reunión de la OUA en Mogadiscio en junio de 1974, el proceso electoral de la OUA quedó estancado entre un candidato somalí y uno de Zambia, sin que ninguno de los dos pudiera obtener una mayoría de dos tercios de los votos; Como resultado, Etéki Mboumoua fue elegido por unanimidad como resultado de un compromiso.
Después de la invasión somalí de Etiopía en julio de 1977, la OUA intentó resolver la situación en agosto, pero el gobierno somalí se negó a participar, protestando por la exclusión de sus aliados, el Frente de Liberación Somalí Occidental (FLSO). Etéki Mboumoua afirmó que la OUA no consideraba al FLSO un verdadero movimiento de liberación; Los somalíes, a su vez, criticaron a la OUA por no haber promovido la liberación de África.
En  1978 pactó acuerdo secreto entre el MPAIAC y la OUA para constituir una comisión para apoyar la descolonización de Canarias que estaría formada por Argelia, Libia, Senegal, Nigeria y Guinea.